# Propuesta Republicana (alianza)
Propuesta Republicana (PRO) fue una alianza electoral registrada en Argentina en 2005, integrada por el Frente Federal Justicia y Libertad, el Partido Demócrata Progresista (PDP), el partido Recrear para el Crecimiento, el partido Compromiso para el Cambio, el partido Acción por la República, el partido Voluntad para la Integración y el Desarrollo Auténtico.
Se presentó con ese nombre solamente en las elecciones legislativas de 2005, en los distritos de Capital Federal, Buenos Aires y Santa Fe.
La alianza Propuesta Republicana formada en 2005, no debe ser confundida con el partido Propuesta Republicana, nombre que adoptó en 2008 el partido Compromiso para el Cambio, fundado en 2003.

## Historia

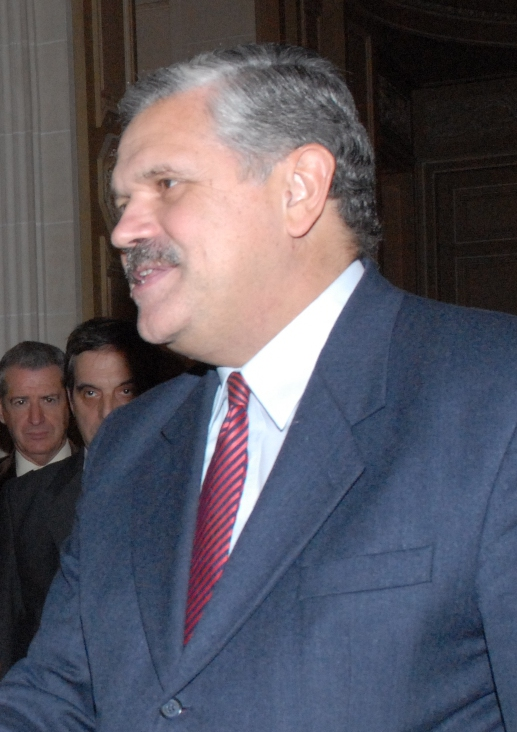
Ricardo López Murphy en 2009, líder del partido Recrear para el Crecimiento. Había pertenecido antes a la Unión Cívica Radical, ocupando los cargos de ministro de Defensa y de Economía durante la presidencia de Fernando de la Rúa. En las elecciones presidenciales de 2003 había salido tercero con 16% de los votos.

En mayo de 2005 Ricardo López Murphy -líder del partido Recrear para el Crecimiento- y Mauricio Macri -líder del recién creado partido Compromiso para el Cambio- llegaron a un acuerdo político de formar una alianza electoral para presentarse en las elecciones legislativas de octubre de ese año.

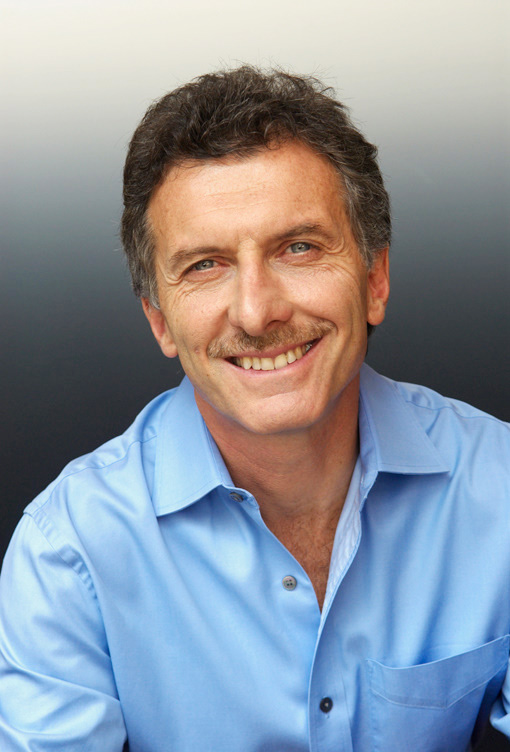
Mauricio Macri en 2007, líder del partido Compromiso para el Cambio. Había obtenido la primera minoría en la Capital Federal con un 37% de los votos, perdiendo en el balotaje.

López Murphy se había presentado con su fuerza dos años antes como candidato a presidente, saliendo en tercer lugar con el 16% de los votos, mientras que la fuerza de Macri había obtenido la primera minoría en la ciudad de Buenos Aires con un 37%, aunque luego había perdido el balotaje para Jefe de Gobierno.
La alianza contrató al publicista Ernesto Savaglio para que creara un nombre, una sigla y un logo que tuviera fuerte impacto. A Savaglio le correspondió la creación del logo y el apócope "Pro", "que simbolizan una idea propositiva".
La alianza se presentó con ese nombre en tres distritos: Capital Federal, Buenos Aires y Santa Fe. Además de los partidos liderados por López Murphy y Macri, se sumaron a la alianza también el Partido Demócrata Progresista y otros partidos menores.
La alianza obtuvo nueve diputados nacionales en total, seis en la Capital Federal donde salió primera con 34% (Mauricio Macri, Paula Bertol y Eduardo Lorenzo Borocoto, Esteban Bullrich, Ester Schiavoni y Nora Ginzburg) y tres en la provincia de Buenos Aires, donde salió quinta con 7% (Pablo Tonelli, Paola Spátola y Eugenio Burzaco para diputados).